# Ганнибал (роман)
«Ганнибал» (англ. Hannibal) — роман Томаса Харриса, опубликованный в 1999 году. Третий роман в серии о похождениях зловещего Ганнибала Лектера — каннибала-интеллектуала и серийного убийцы. Роман был впервые экранизирован в 2001 году, где роль Лектера сыграл Энтони Хопкинс. Также стал источником сюжета сериала.

## Описание сюжета
Действие происходит через семь лет после событий, описанных в романе «Молчание ягнят». Кларисе Старлинг тридцать два года, она стала настоящим профессионалом, специальным агентом ФБР, однако из-за козней давнего недоброжелателя Пола Крэндлера из министерства юстиции ей поручают тяжёлую неблагодарную работу. Вот и на этот раз она должна принять участие в операции по аресту главы нарколаборатории Эвелды Драмго. Преступники предупреждены и не собираются сдаваться, начинается побоище. Старлинг убивает Эвелду, которая несёт ребёнка, в результате чего становится объектом нападок со стороны СМИ и своих коллег, среди которых Крэндлер. Ей на помощь приходит миллионер Мейсон Верже (Вёрджер), ставший жертвой Лектера. Лектер вверг Мейсона в состояние наркотического опьянения и велел ему осколком зеркала срезать с себя лицо, а после сломал ему шею петлей. Изуродованный, потерявший способность двигаться Верже мечтает скормить Лектера заживо свиньям. Клариса получает письмо от Лектера, в котором он просит дорассказать историю о ягнятах. Эксперты по запаху письма устанавливают изготовителя парфюма.
Во Флоренции инспектор Риналдо Пацци, расследуя исчезновение смотрителя дворцовой библиотеки, допрашивает его преемника доктора Фелла и вскоре узнаёт в нём Ганнибала Лектера. На сайте Пацци находит объявление Верже о награде за поимку доктора. Пацци посылает карманников получить отпечаток Лектера, имитируя неудавшуюся карманную кражу. Отпечаток пальца Лектера остаётся на браслете, но карманник получает смертельное ранение от руки доктора. На полученный аванс Пацци ведёт жену в театр, где замечает Лектера. Разговаривая с четой Пацци опытный психолог Лектер догадывается, что инспектору стала известна его подлинная личина.
После впечатляющей лекции перед членами «Студиолло» о творчестве Данте Алигьери, Лектер захватывает пришедшего Пацци и выбрасывает его с петлей на шее из окна Старого дворца, предварительно вспоров ему живот; кишки инспектора вываливаются на мостовую. На этом же окне пятьсот лет назад повесили предка инспектора Франческо Пацци за участие в заговоре против Медичи. Крэндлер инспирирует расследование против Старлинг, обвиняя её в передаче информации доктору Лектеру.
Лектер приезжает в США, где совершает очередное убийство: пристреливает и разделывает браконьера. При попытке оставить подарок для Старлинг его захватывает группа сардов и передаёт Верже. Для казни всё готово, но вмешательство Старлинг спасает Лектера. Сестра Мейсона Марго убивает брата, предварительно добыв его сперму для оплодотворения своей подруги. Марго даёт Барни деньги и собирается загладить зло, причинённое Мейсоном.
Старлинг ранена в перестрелке с сардами, Лектер оказывает ей помощь. Она приходит в сознание в съёмном доме Ганнибала. Доктор вводит Кларису в состояние полугипноза с помощью наркосодержащих препаратов. Несколько дней они проводят в беседах, открывая друг другу «дворцы своей памяти». ФБР объявляет Старлинг пропавшей без вести. Пять дней спустя доктор устраивает совместную трапезу, на которой, сняв крышку черепа Крэндлера, срезает и поджаривает ломтики мозга жертвы — они вместе едят такое «блюдо». После трапезы Старлинг соблазняет Лектера.
В эпилоге охранник Барни со своей девушкой путешествуют по миру с целью увидеть все картины Вермеера. В опере в театре Буэнос-Айреса замечает там Старлинг и Лектера, которые живут на широкую ногу в столице Аргентины. Барни и его девушка покидают театр и немедленно уезжают из города.

## Адаптации
В 2001 году вышла экранизация под одноимённым названием. Роль Кларисы исполнила актриса Джулианна Мур, а Лектера — как и в «Молчании Ягнят» — сыграл Энтони Хопкинс. Фильм снят Ридли Скоттом, сценарий написали Дэвид Мэмет и Стивен Заиллян.
Роман также частично экранизирован в телесериале «Ганнибал». Роль Лектера исполнил датский актёр Мадс Миккельсен.

## Критика
Британский писатель и литературный редактор Роберт Маккрам высоко оценил книгу, назвав её «леденяще блестящей» и отметив, что в ней есть и ум, и эрудиция, и прекрасный диалог: «Она написана таким языком, которым гордились бы наши лучшие писатели». И хотя предыдущие книги из Харриса удостоились похвалы, в «Ганнибале», по мнению, критика автор превзошёл самого себя.
В противовес Маккраму Мартин Эмис, будучи впечатлён предыдущими работами Харриса, был разочарован новым романом: «Харрис стал серийным убийцей предложений английского языка, а „Ганнибал“ — это некрополь прозы».
Стивен Кинг, являющийся преданным поклонником сериала и Харриса, назвал роман одним из самых страшных в современной литературе наряду с романом «Изгоняющий дьявола».